# Staro selo (Słowenia)
Staro selo – wieś w Słowenii, w gminie Kobarid. W 2018 roku liczyła 166 mieszkańców.